# Vallon de Nant
Pour les articles homonymes, voir Nant (homonymie).
Le vallon de Nant est une vallée des Alpes vaudoises située au-dessus des Plans-sur-Bex en Suisse.
Il abrite la réserve naturelle du Muveran depuis le 29 novembre 1969. Le vallon de Nant est une réserve gérée par Pro Natura Vaud sur le plan cantonal et fait partie du district franc fédéral du Grand Muveran au niveau fédéral.

## Géographie

### Topographie

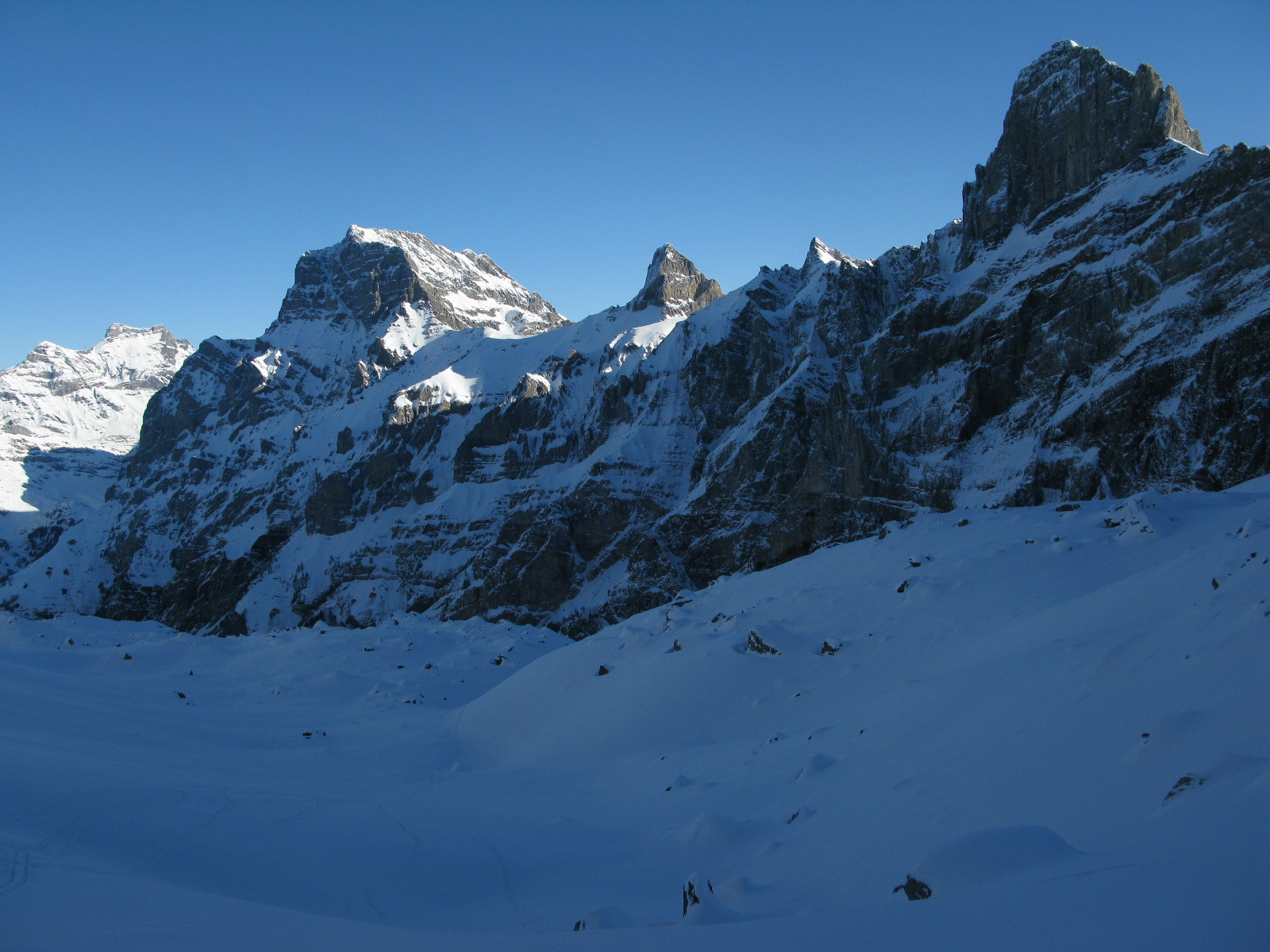
Vue des Muverans et de la dent Favre sur la crête sud-est depuis les Martinets au fond du vallon.

Le vallon, long de 6 km, s'étend de Pont de Nant suivant à contre-sens jusqu'à la source de l'Avançon de Nant en dessous des dents de Morcles. La ligne de crête sud-est du vallon délimite les Alpes du nord des Alpes internes au climat plus continental (Valais). Le Grand Muveran, dominant Pont de Nant et le début du vallon d'environ 1 800 m, puis le Petit Muveran, la dent Favre, la pointe d'Aufalle, la tête Noire et enfin les dents de Morcles marque cette ligne de crête. La ligne de crête ouest s'étendant de Pont de Nant aux dents de Morcles délimite le vallon de celui des Plans-sur-Bex entre Pont de Nant et la pointe des Savolaires, puis du vallon d'Euzanne (col des Pauvres) jusqu'à la pointe de Pré Fleuri, puis du vallon de Javerne (col des Perris Blancs) jusqu'à la pointe des Martinets et enfin de la vallée du Rhône (col des Martinets) jusqu'aux dents de Morcles.

### Géologie
La structure géologique locale est formée de la nappe de Morcles qui se déplace vers le nord-est. Ce déplacement a formé un énorme pli couché. Ce pli a 2 flancs : un normal et un inversé dans lesquels se trouve le vallon. La nappe repose sur une roche imperméable : le flysch visible depuis le pâturage de Nant.

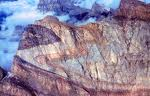
Vue de la nappe de Morcles et de ses plissements.

Une succession de couches géologiques inversées est observable ; les couches les anciennes sont au-dessus des plus jeunes. Les couches alternant bancs calcaire et les couches les plus marneuses contiennent de nombreux fossiles de lamellibranches, de gastéropodes et de foraminifères lenticulaires qui représentent un vestige de l'histoire géologique locale.

### Climat
L'hiver, la neige abondante protège la flore du gel. Les chutes de neige alimentent aussi le glacier des Martinets. Le climat local est abondamment influencé par les courants froids du glacier. Le vallon qui est fortement encaissé a un ensoleillement inégalement réparti car certaines parties ne reçoivent du soleil qu'en avril. Au niveau du jardin alpin (botanique) l'ensoleillement n'est que de 8 heures par jour. Les températures sont agréables mais rudes la nuit.

### Hydrographie
La principale rivière est l'Avançon de Nant qui reçoit beaucoup d'affluents qui varient selon les mois de l'année. Il prend sa source au glacier des Martinets. Le vallon reçoit de nombreuses précipitations qui, durant l'été, alimentent nombreux torrents ou ruisseaux dévalant les pentes allant alimenter l'Avançon de Nant.

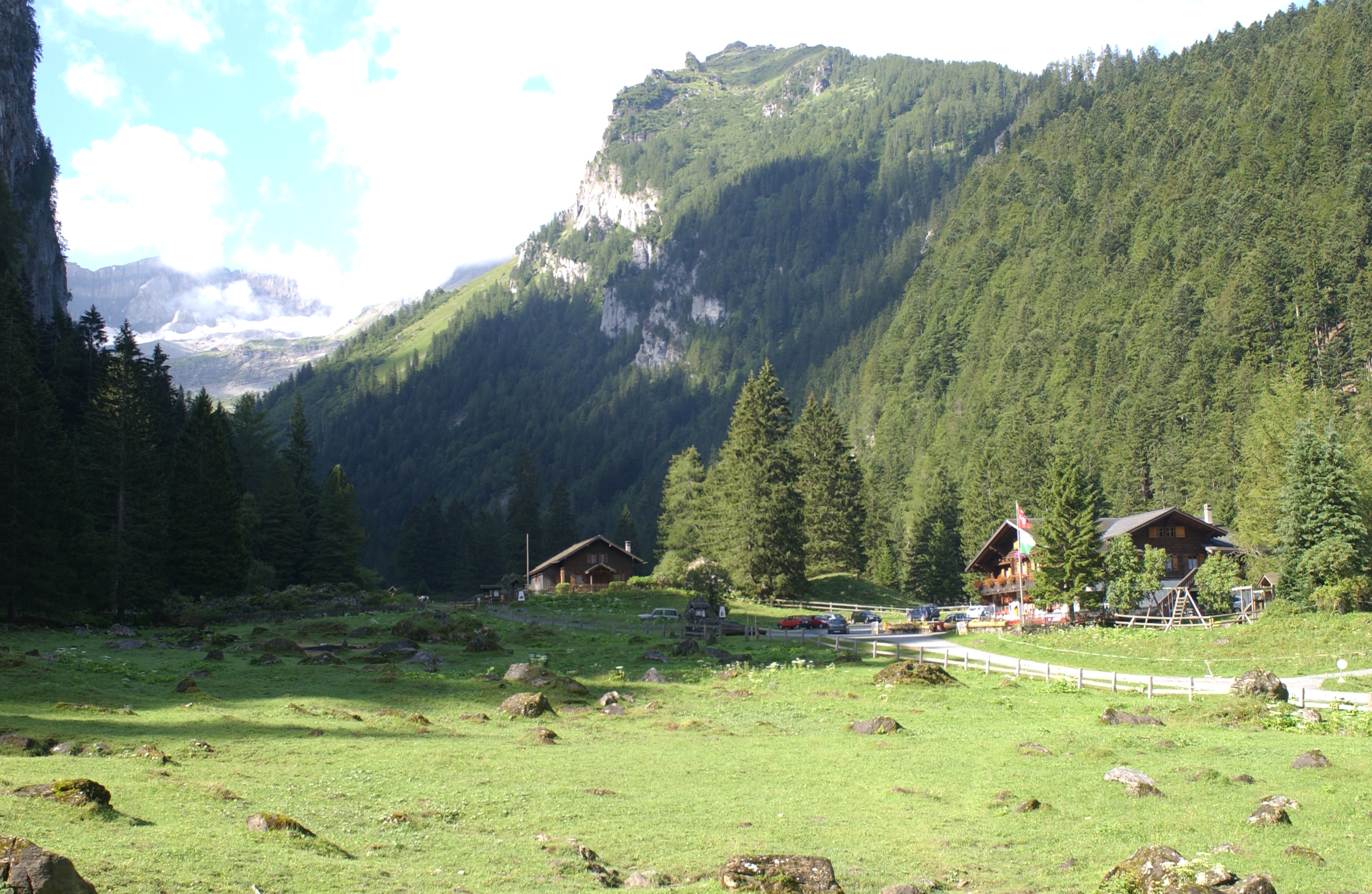
Vue du vallon de Nant depuis Pont de Nant (à l'entrée du vallon).

Le vallon possède de nombreux nants. Ils sont pratiques pour l'alpinisme car situés en haut des falaises du vallon et permettent d'atteindre Ovronnaz depuis la vallée.

## Histoire
En 1895 le professeur Ernest Wilczek crée le premier jardin alpin. En 1962 l'armée veut faire du vallon une place de tir pour ses blindés alors en 1966 un projet de réserve est mis place au niveau cantonal.

## Tourisme
Le vallon est accessible par la route venant des Plans-sur-Bex jusqu'à Pont de Nant. Depuis là le vallon est accessible à pied par un sentier didactique et des sentiers balisés. Le jardin botanique nommé « La Thomasia » compte plus 3 000 espèces de plantes avec plus de 400 genres. Chaque année au printemps, la compétition de ski alpinisme du Trophées du Muveran passe par Pont de Nant.

### Réglementations
Le vallon de Nant est une réserve gérée par Pro Natura Vaud sur le plan cantonal et fait partie du district franc fédéral du Grand Muveran au niveau fédéral, par conséquent une réglementation stricte est appliquée :
- les chiens doivent être tenus en laisse ;
- les vélos sont interdits ;
- les véhicules motorisés sont interdits ;
- le ski pratiqué en dehors d'itinéraires balisés est interdit ;
- la chasse est interdite ;
- la cueillette des plantes est interdite ;
- le camping est interdit.